# Bokstraat (Utrecht)
Bokstraat is een straat van de Nederlandse stad Utrecht die loopt vanaf de "Maansteenweg" tot aan de "Hertenstraat" en de "Gemsstraat" waar hij in overgaat. De Bokstraat ligt in een subwijk van Hoograven de Bokkenbuurt.
Op de Bokstraat komen twee zijstraten uit, dat zijn de "Rendierstraat" en de "Hertenhof". Naast de Bokstraat ligt de begraafplaats Tolsteeg.
De Bokstraat is samen met het Houtensepad een van de weinige oude straten in de Bokkenbuurt die bewaard is gebleven, het merendeel is gesloopt (zo tachtig woningen). Hiervoor in de plaats is nieuwbouw gekomen (ruim honderd woning).

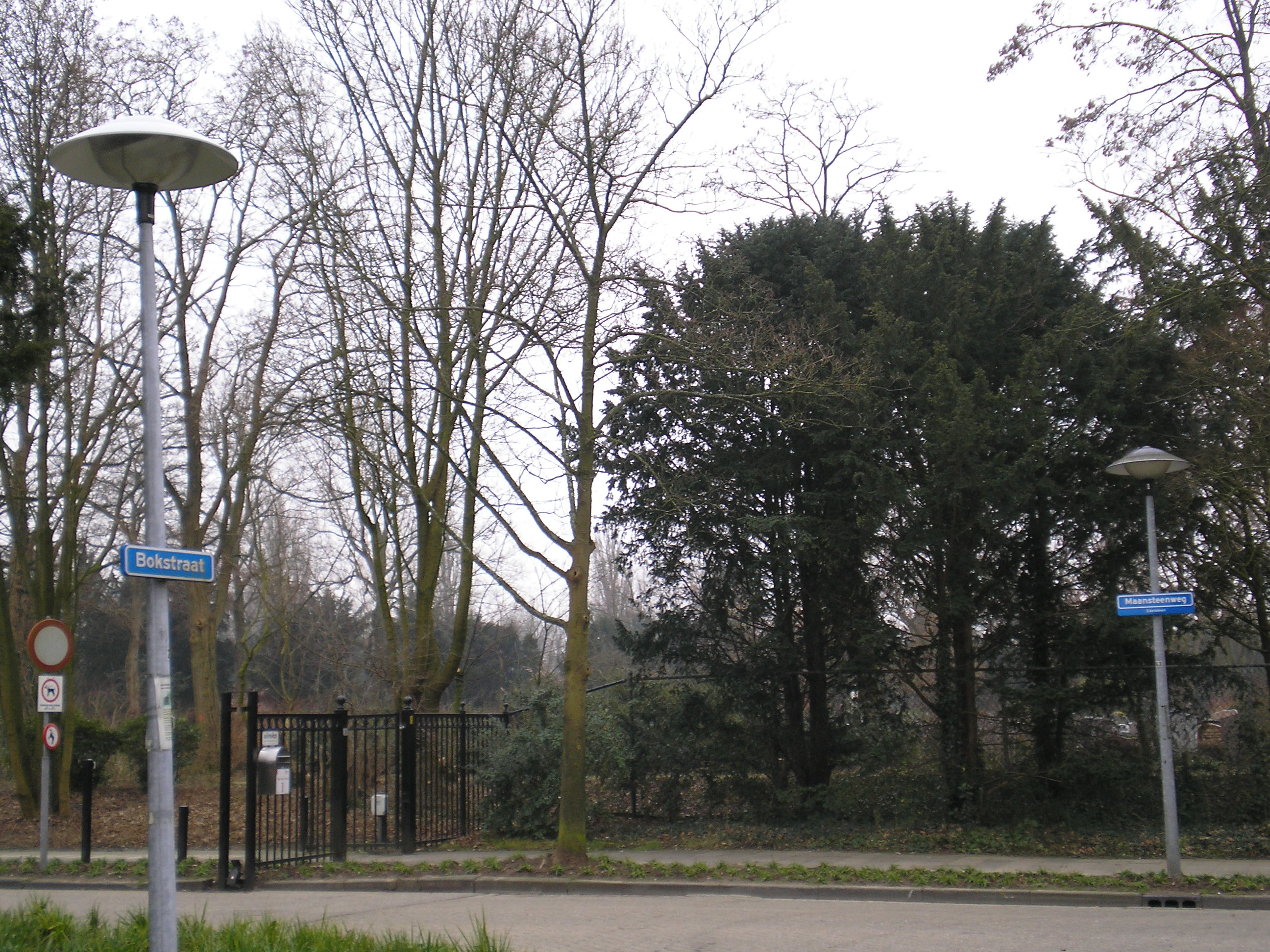
Hoek Bokstraat en Maansteenweg bij ingang begraafplaats Tolsteeg te Utrecht in Nederland
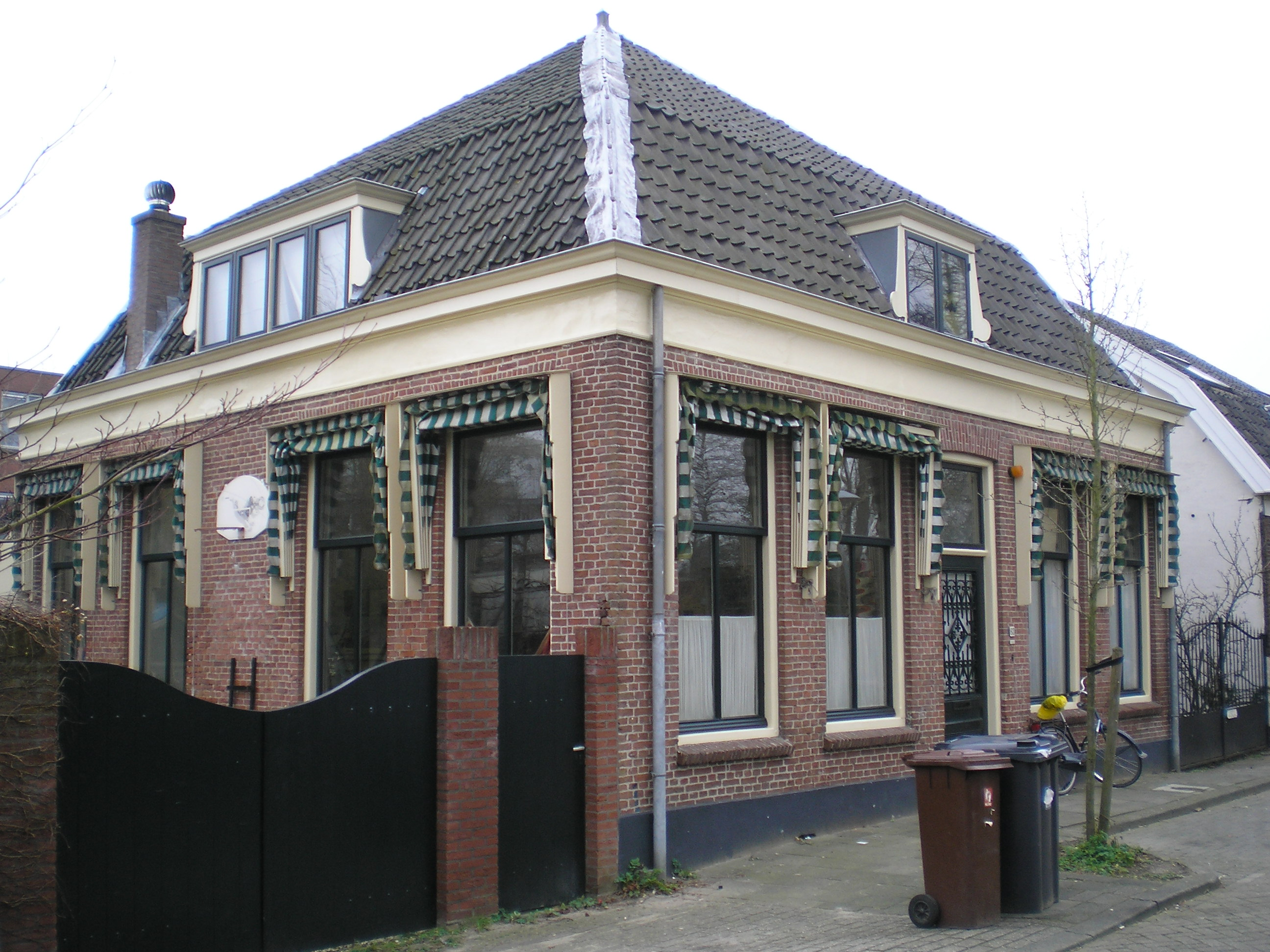
Bokstraat 63 te Utrecht in Nederland
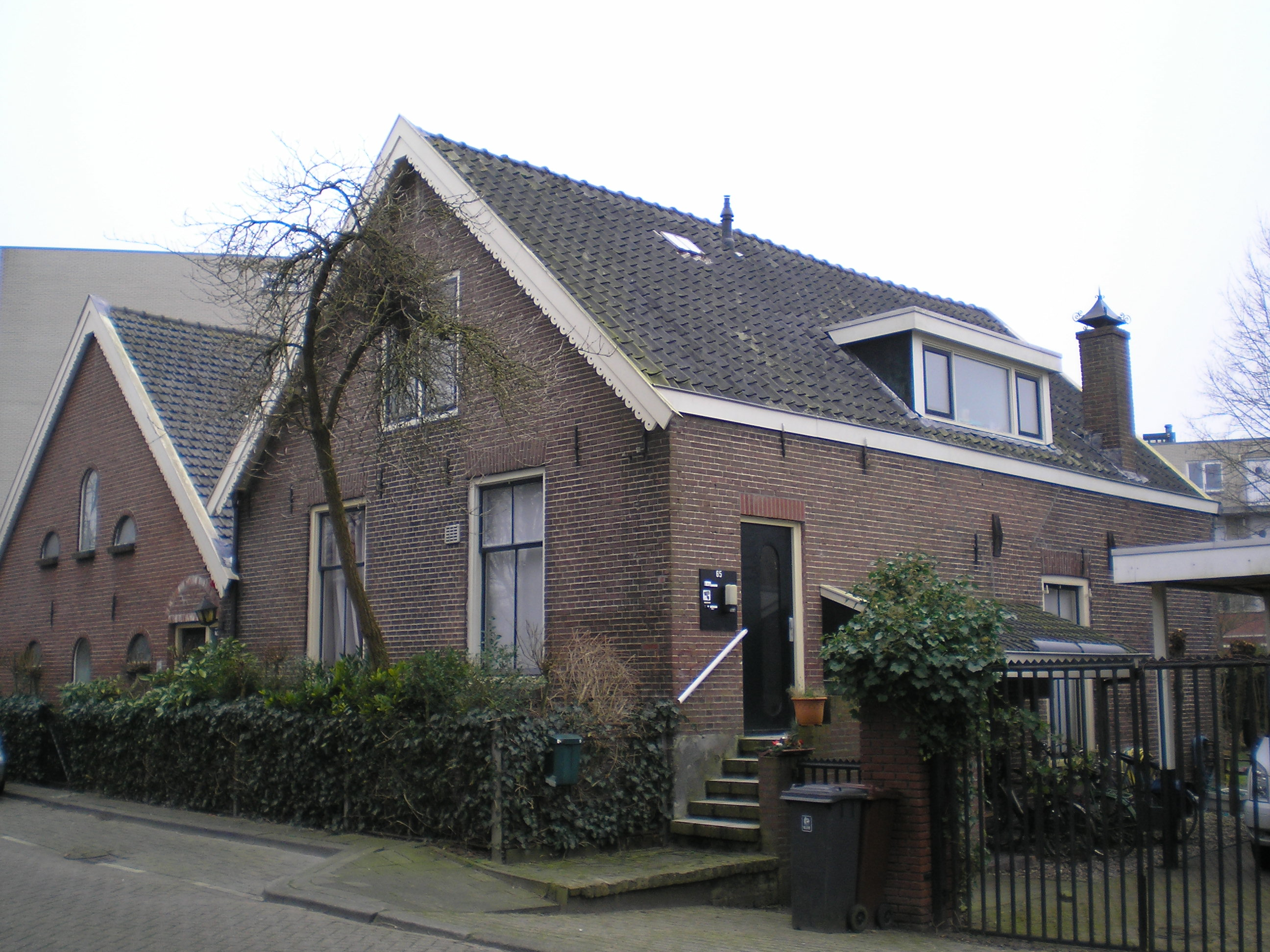
Bokstraat 65a en 65 te Utrecht in Nederland